# Campeonato Europeo de Voleibol Masculino de 2011
El XXVII Campeonato Europeo de Voleibol Masculino se celebró conjuntamente en Austria y la República Checa entre el 10 y el 18 de septiembre de 2011 bajo la organización de la Confederación Europea de Voleibol (CEV).

## Sedes
| Grupo          | Ciudad                            | Instalación            | Capacidad |
| -------------- | --------------------------------- | ---------------------- | --------- |
| A y fase final | Viena · ( Austria)                | Wiener Stadthalle      | 9600      |
| B y fase final | Karlovy Vary · ( República Checa) | KV Arena               | 6000      |
| C              | Innsbruck · ( Austria)            | Olympiaworld Innsbruck | 8000      |
| D              | Praga · ( República Checa)        | O2 Arena               | 17 000    |

## Grupos
| Grupo A   | Grupo B         | Grupo C   | Grupo D    |
| --------- | --------------- | --------- | ---------- |
| Austria   | República Checa | Italia    | Polonia    |
| Serbia    | Rusia           | Francia   | Bulgaria   |
| Eslovenia | Portugal        | Finlandia | Eslovaquia |
| Turquía   | Estonia         | Bélgica   | Alemania   |

## Primera fase

### Grupo A
| Equipo    | J | G | P | SG | SP | PG  | PP  | DP    | PTS |
| --------- | - | - | - | -- | -- | --- | --- | ----- | --- |
| Serbia    | 3 | 3 | 0 | 9  | 1  | 248 | 185 | 1,341 | 9   |
| Eslovenia | 3 | 2 | 1 | 7  | 5  | 255 | 262 | 0,973 | 5   |
| Turquía   | 3 | 1 | 2 | 5  | 6  | 232 | 238 | 0,975 | 4   |
| Austria   | 3 | 0 | 3 | 0  | 9  | 175 | 225 | 0,778 | 0   |

- Resultados

| Fecha | Hora² | Partido¹  | Partido¹ | Partido¹  | Resultado     |
| ----- | ----- | --------- | -------- | --------- | ------------- |
| 10.09 | 15:30 | Eslovenia | -        | Austria   | 3-0 (75-61)   |
| 10.09 | 20:00 | Serbia    | -        | Turquía   | 3-0 (75-54)   |
| 11.09 | 15:30 | Eslovenia | -        | Serbia    | 1-3 (80-98)   |
| 11.09 | 20:00 | Austria   | -        | Turquía   | 0-3 (63-75)   |
| 12.09 | 15:30 | Turquía   | -        | Eslovenia | 2-3 (103-100) |
| 12.09 | 20:00 | Austria   | -        | Serbia    | 0-3 (51-75)   |

- (¹) – Todos en Viena.
- (²) – Hora local de Austria (UTC+2).

### Grupo B
| Equipo          | J | G | P | SG | SP | PG  | PP  | DP    | PTS |
| --------------- | - | - | - | -- | -- | --- | --- | ----- | --- |
| Rusia           | 3 | 3 | 0 | 9  | 1  | 248 | 179 | 1,385 | 9   |
| República Checa | 3 | 2 | 1 | 6  | 5  | 232 | 228 | 1,018 | 5   |
| Estonia         | 3 | 1 | 2 | 3  | 6  | 182 | 212 | 0,858 | 3   |
| Portugal        | 3 | 0 | 3 | 3  | 9  | 236 | 279 | 0,846 | 1   |

- Resultados

| Fecha | Hora² | Partido¹        | Partido¹ | Partido¹        | Resultado    |
| ----- | ----- | --------------- | -------- | --------------- | ------------ |
| 10.09 | 15:00 | Rusia           | -        | Estonia         | 3-0 (75-53)  |
| 10.09 | 18:00 | Portugal        | -        | República Checa | 2-3 (99-106) |
| 11.09 | 15:00 | Portugal        | -        | Rusia           | 1-3 (75-98)  |
| 11.09 | 18:00 | República Checa | -        | Estonia         | 3-0 (75-54)  |
| 12.09 | 16:00 | Estonia         | -        | Portugal        | 3-0 (75-62)  |
| 12.09 | 19:00 | República Checa | -        | Rusia           | 0-3 (51-75)  |

- (¹) – Todos en Karlovy Vary.
- (²) – Hora local de la Rep. Checa (UTC+2).

### Grupo C
| Equipo    | J | G | P | SG | SP | PG  | PP  | DP    | PTS |
| --------- | - | - | - | -- | -- | --- | --- | ----- | --- |
| Italia    | 3 | 2 | 1 | 8  | 4  | 280 | 267 | 1,049 | 7   |
| Francia   | 3 | 2 | 1 | 7  | 6  | 323 | 312 | 1,035 | 5   |
| Finlandia | 3 | 1 | 2 | 4  | 6  | 238 | 246 | 0,979 | 3   |
| Bélgica   | 3 | 1 | 2 | 4  | 7  | 266 | 285 | 0,933 | 3   |

- Resultados

| Fecha | Hora² | Partido¹  | Partido¹ | Partido¹  | Resultado     |
| ----- | ----- | --------- | -------- | --------- | ------------- |
| 10.09 | 15:00 | Francia   | -        | Finlandia | 3-1 (101-94)  |
| 10.09 | 18:00 | Bélgica   | -        | Italia    | 1-3 (85-101)  |
| 11.09 | 15:00 | Bélgica   | -        | Francia   | 3-1 (116-109) |
| 11.09 | 18:00 | Italia    | -        | Finlandia | 3-0 (77-69)   |
| 12.09 | 15:00 | Finlandia | -        | Bélgica   | 3-0 (75-65)   |
| 12.09 | 18:00 | Italia    | -        | Francia   | 2-3 (102-113) |

- (¹) – Todos en Innsbruck.
- (²) – Hora local de Austria (UTC+2).

### Grupo D
| Equipo     | J | G | P | SG | SP | PG  | PP  | DP    | PTS |
| ---------- | - | - | - | -- | -- | --- | --- | ----- | --- |
| Eslovaquia | 3 | 3 | 0 | 9  | 4  | 313 | 300 | 1,043 | 8   |
| Bulgaria   | 3 | 2 | 1 | 8  | 5  | 310 | 295 | 1,051 | 7   |
| Polonia    | 3 | 1 | 2 | 5  | 7  | 276 | 278 | 0,993 | 3   |
| Alemania   | 3 | 0 | 3 | 3  | 9  | 274 | 300 | 0,913 | 0   |

- Resultados

| Fecha | Hora² | Partido¹   | Partido¹ | Partido¹   | Resultado     |
| ----- | ----- | ---------- | -------- | ---------- | ------------- |
| 10.09 | 15:00 | Eslovaquia | -        | Bulgaria   | 3-2 (113-115) |
| 10.09 | 18:00 | Alemania   | -        | Polonia    | 1-3 (86-97)   |
| 11.09 | 15:00 | Alemania   | -        | Eslovaquia | 1-3 (98-102)  |
| 11.09 | 18:00 | Polonia    | -        | Bulgaria   | 1-3 (92-94)   |
| 12.09 | 15:00 | Bulgaria   | -        | Alemania   | 3-1 (101-90)  |
| 12.09 | 18:00 | Polonia    | -        | Eslovaquia | 1-3 (87-98)   |

- (¹) – Todos en Praga.
- (²) – Hora local de la Rep. Checa (UTC+2).

## Fase final

### Clasificación a cuartos de final
| Fecha | Hora¹ | Partido         | Partido | Partido    | Resultado     |
| ----- | ----- | --------------- | ------- | ---------- | ------------- |
| 14.09 | 15:00 | Bulgaria        | -       | Estonia²   | 3-0 (75-65)   |
| 14.09 | 15:30 | Francia         | -       | Turquía³   | 3-1 (94-88)   |
| 14.09 | 18:00 | República Checa | -       | Polonia²   | 1-3 (95-103)  |
| 14.09 | 20:10 | Eslovenia       | -       | Finlandia³ | 2-3 (103-104) |

- (¹) – Hora local de (UTC+2).
- (²) – En Karlovy Vary.
- (³) – En Viena.

### Cuartos de final
| Fecha | Hora¹ | Partido    | Partido | Partido    | Resultado    |
| ----- | ----- | ---------- | ------- | ---------- | ------------ |
| 15.09 | 15:00 | Eslovaquia | -       | Polonia²   | 0-3 (59-75)  |
| 15.09 | 16:00 | Italia     | -       | Finlandia³ | 3-1 (104-90) |
| 15.09 | 18:00 | Rusia      | -       | Bulgaria²  | 3-1 (97-81)  |
| 15.09 | 19:00 | Serbia     | -       | Francia³   | 3-1 (106-99) |

- (¹) – Hora local de (UTC+2).
- (²) – En Karlovy Vary.
- (³) – En Viena.

### Semifinales
| Fecha | Hora² | Partido¹ | Partido¹ | Partido¹ | Resultado     |
| ----- | ----- | -------- | -------- | -------- | ------------- |
| 17.09 | 15:00 | Italia   | -        | Polonia  | 3-0 (75-63)   |
| 17.09 | 18:00 | Serbia   | -        | Rusia    | 3-2 (112-117) |

- (¹) – Todos en Viena.
- (²) – Hora local de Austria (UTC+2).

### Tercer lugar
| Fecha | Hora² | Partido¹ | Partido¹ | Partido¹ | Resultado   |
| ----- | ----- | -------- | -------- | -------- | ----------- |
| 18.09 | 15:00 | Polonia  | -        | Rusia    | 3-1 (93-88) |

- (¹) – En Viena.
- (²) – Hora local de Austria (UTC+2).

### Final
| Fecha | Hora² | Partido¹ | Partido¹ | Partido¹ | Resultado   |
| ----- | ----- | -------- | -------- | -------- | ----------- |
| 18.09 | 18:00 | Serbia   | -        | Italia   | 3-1 (93-92) |

- (¹) – En Viena.
- (²) – Hora local de Austria (UTC+2).

## Medallero
|        |        |         |
| Serbia | Italia | Polonia |

## Estadísticas

### Clasificación general
| 1. Serbia           |
| 2. Italia           |
| 3. Polonia          |
| 4. Rusia            |
| 5. Eslovaquia       |
| 6. Francia          |
| 7. Bulgaria         |
| 8. Finlandia        |
| 9. Eslovenia        |
| 10. República Checa |
| 11. Turquía         |
| 12. Estonia         |
| 13. Bélgica         |
| 14. Portugal        |
| 15. Alemania        |
| 16. Austria         |